# Stary Sławacinek
Stary Sławacinek es un pueblo ubicado en la gmina Biała Podlaska, distrito de Biała Podlaska, voivodato de Lublin, Polonia.

## Superficie
Cuenta con una superficie de 12,34 kilómetros cuadrados.

## Demografía
Hasta 2011 la población era de 1092 habitantes, con una densidad de población de 88,49 habitantes por kilómetro cuadrado. Estaba conformada por 555 hombres (50,8%) y 537 mujeres (49,2%), según el censo de la Oficina Central de Estadística.